# 高原五郎七
高原 五郎七（たかはら ごろしち）は、安土桃山時代から江戸時代前期の陶工。姓は竹原とも。

## 略歴
生年および生誕地は不詳。朝鮮からの渡来人という。
一説には朝鮮出兵で加藤清正によって朝鮮から連れてこられた陶工といい、清正の水軍・高原水軍に姓を由来するというものがあるが確証はなし。
慶長年間に豊臣秀吉に御用焼物師として仕えた。
慶長19年（1614年）からの大坂の陣では浪人衆に名前があり、数百挺にも及ぶ石火矢の大砲を制作し、徳川方に損害を与えた。
戦後元和元年（1615年）から5年（1619年）の間に博多から伊万里へと移った。
五郎七は李参平・家永庄右衛門らと泉山で陶石を発見し、佐賀藩から無税での採掘を許された。
椎ノ峰窯で7年間作陶に励み、寛永年間には初代柿右衛門に指導を施したという。
五郎八茶碗の開発などをするが、有田の南川原や岩屋川内など肥前内を転々とした。
弟子の今村三之丞が釉薬調合法を盗み、逃亡する事件があった。
寛永10年（1633年）糸島で陶工として必要な道具類をすべて谷に投げ捨てると、姿を消した。
流浪の末病死したという。

## 参考資料
- 『口上手続覚』六代柿右衛門
- 『山本神右衛門年譜』
- 『肥前陶磁史考』中島浩気、青潮社